# IRroid
IRroid（アイアールロイド）とは、QUICKが提供していた、IR情報の発信サービス。上場企業それぞれにキャラクターを設定し、ウェブサイト上において企業の最新情報をキャラクターによる台詞を交えて紹介するサービス。2014年8月14日開設、2017年12月15日閉鎖。証券用語、金融用語なども「おもてなし」、「攻撃力」などと表現することで、分かりやすくなっているとされる。

## 概要
企業一社ごとに美少女キャラクターを設定し、企業概要や株価、資本金などの財務データを提供するもの。2014年8月14日に開始されたサービスであり、世界初のサービスであったが、2017年12月15日に終了した。
株価連動型の人工知能であり、各企業の「応援キャラクター」という立ち位置で情報発信を行う。
メインナビゲーターとなるQUICK社の九十九蘭を手掛ける植田亮をはじめ人気のイラストレーターが多数参加している。
ウェブサイトの作成はカヤックが担当していた。